# Siurana
Siurana (em catalão e oficialmente) ou Ciurana (em castelhano) é um município da Espanha na comarca de Alt Empordà, província de Girona, comunidade autónoma da Catalunha. Tem 10,5 km² de área e em 2021 tinha 179 habitantes (densidade: 17 hab./km²).
Foi o último reduto árabe da Reconquista na Catalunha, inexpugnável no seu risco em cima de um rio.
O seu ambiente natural é um ponto de referência para escaladores e excursionistas.

## Demografia
| Variação demográfica do município entre 1991 e 2004[carece de fontes?] | Variação demográfica do município entre 1991 e 2004[carece de fontes?] | Variação demográfica do município entre 1991 e 2004[carece de fontes?] | Variação demográfica do município entre 1991 e 2004[carece de fontes?] |
| ---------------------------------------------------------------------- | ---------------------------------------------------------------------- | ---------------------------------------------------------------------- | ---------------------------------------------------------------------- |
| 1991                                                                   | 1996                                                                   | 2001                                                                   | 2004                                                                   |
| 151                                                                    | 153                                                                    | 167                                                                    | 180                                                                    |